# Sapotengewächse
Die Pflanzenfamilie der Sapotengewächse (Sapotaceae), auch Sapotagewächse oder Breiapfelgewächse genannt, gehört zur Ordnung der Heidekrautartigen (Ericales) innerhalb der Bedecktsamigen Pflanzen. Einige Arten werden durch den Menschen genutzt; zu den bekanntesten Arten gehört der Breiapfelbaum (Manilkara zapota) und der Sternapfel (Chrysophyllum cainito).

## Beschreibung

### Vegetative Merkmale
Sapotengewächse sind immergrüne oder laubabwerfende Bäume und Sträucher. Sie enthalten Milchsaft.
Die Laubblätter sind wechselständig oder wirtelig in Kurztrieben zusammengefasst angeordnet. Die Laubblätter bestehen aus Blattstiel und Blattspreite. Der Blattstiel besitzt abwärtslaufende Kanäle oder Höhlen, die auf der Oberseite Flügel bilden. Die einfache Blattspreite ist ledrig, fiedernervig, oberseits glänzend und unterseits meist seidenhaarig. Der Blattrand ist meist ganzrandig, selten gezähnt. Die Stomata sind meist anomocytisch oder seltener paracytisch.  Wenn Nebenblätter vorhanden sind, fallen sie schnell ab.

### Generative Merkmale
Selten sitzen die Blüten einzeln, meist in seitenständigen, sehr unterschiedlich aufgebauten Blütenständen zusammengefasst. Die radiärsymmetrischen Blüten sind oft vier- oder fünfzählig, selten mehrzählig und sie meist zwittrig oder seltener eingeschlechtig. Die meist vier bis acht (zwei bis elf) Kelchblätter sind frei bis verwachsen und es gibt entweder einen Kreis mit vier bis sechs oder zwei Kreise mit je zwei bis vier Kelchblättern. Die meist vier bis acht (bis selten neun bis 18) Kronblätter sind verwachsen; die Kronlappen können geteilt sein. Die Blüten besitzen einen bis drei Staubblattkreise mit meist sechsmal so vielen Staubblättern als Kronblättern. Oft sind ein oder zwei Kreise zu Staminodien reduziert oder fehlen ganz. In den Blüten gibt es meist drei bis zwölf (ein bis 30) Fruchtblätter, die zu einem oberständigen Fruchtknoten verwachsen sind mit gleich vielen Fächern wie Fruchtblättern. Der Griffel endet in einer kopfigen oder leicht gelappten Narbe. Es ist ein Nektardiskus vorhanden.
Es werden meist Beeren, manchmal auch Steinfrüchte oder Kapselfrüchte mit ein bis zehn Samen gebildet. Die großen Samen sind braun bis schwarz und glänzend. Wenn ein Endosperm vorhanden ist, dann ist es ölhaltig.
Die Chromosomengrundzahlen betragen x = 7 und 9 bis 13.

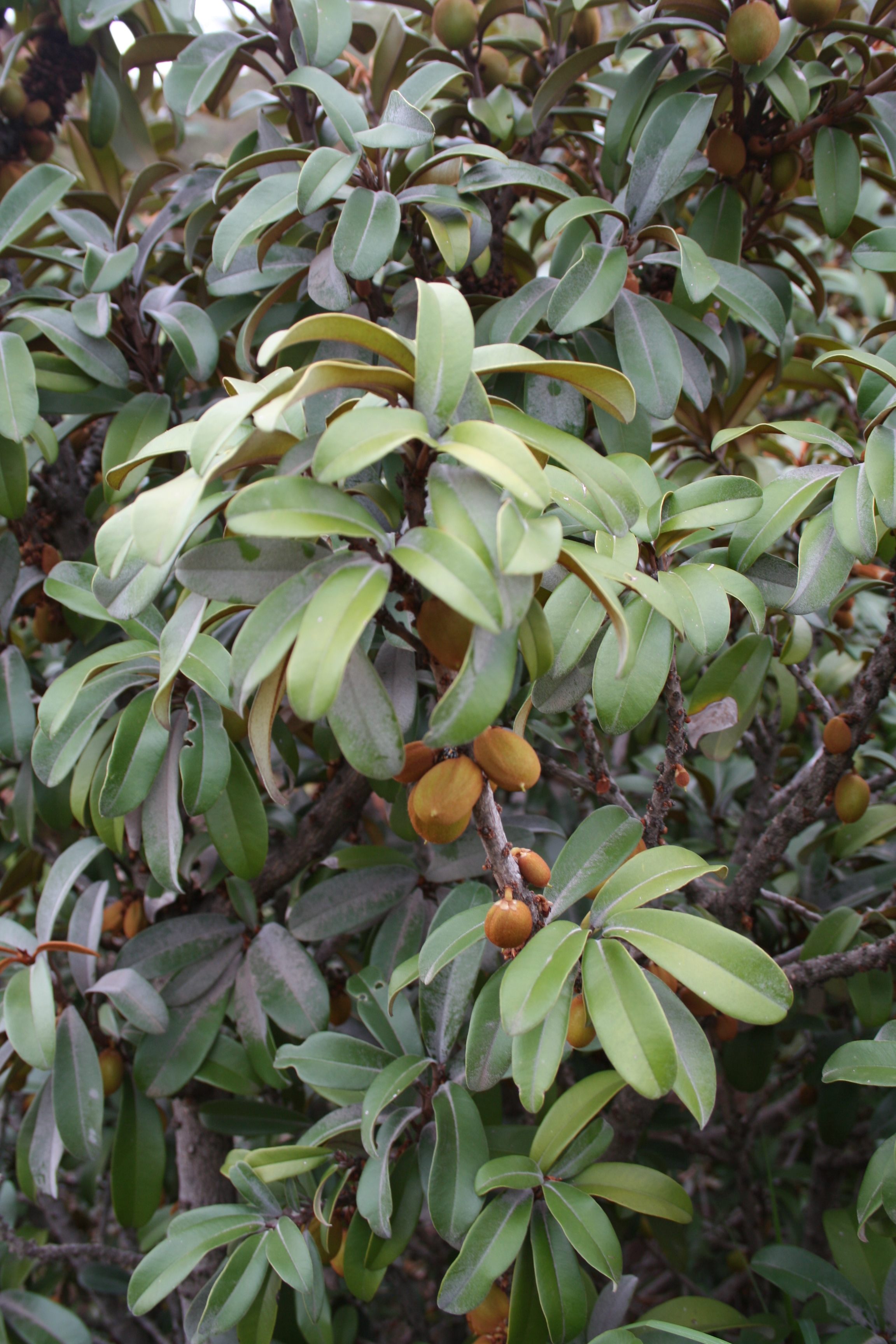
Unterfamilie Chrysophylloideae Tribus Chrysophylleae: Zweige mit Blättern und Früchten von Englerophytum magalismontanum

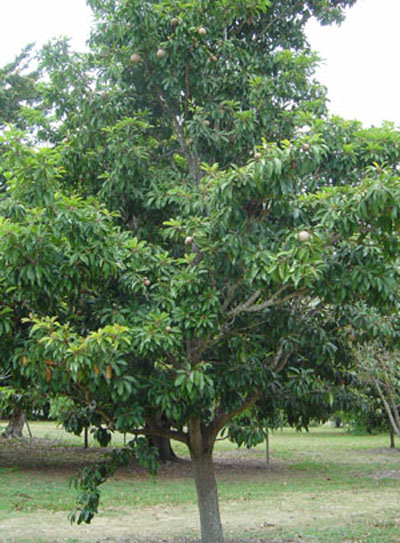
Unterfamilie Sapotoideae Tribus Mimusopeae: Habitus des Breiapfelbaumes (Manilkara zapota)

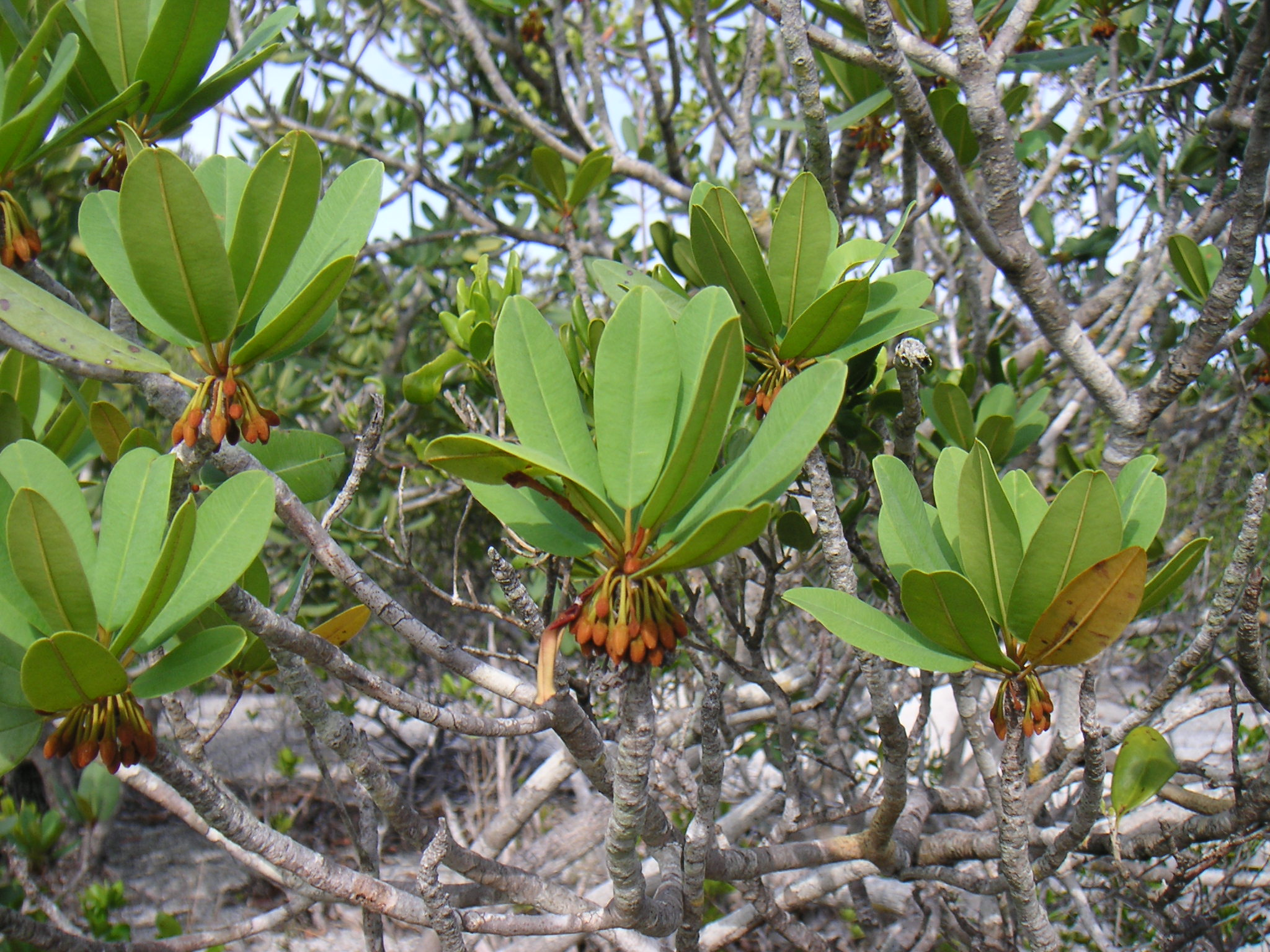
Unterfamilie Sapotoideae Tribus Mimusopeae: Manilkara jaimiqui subsp. emarginata

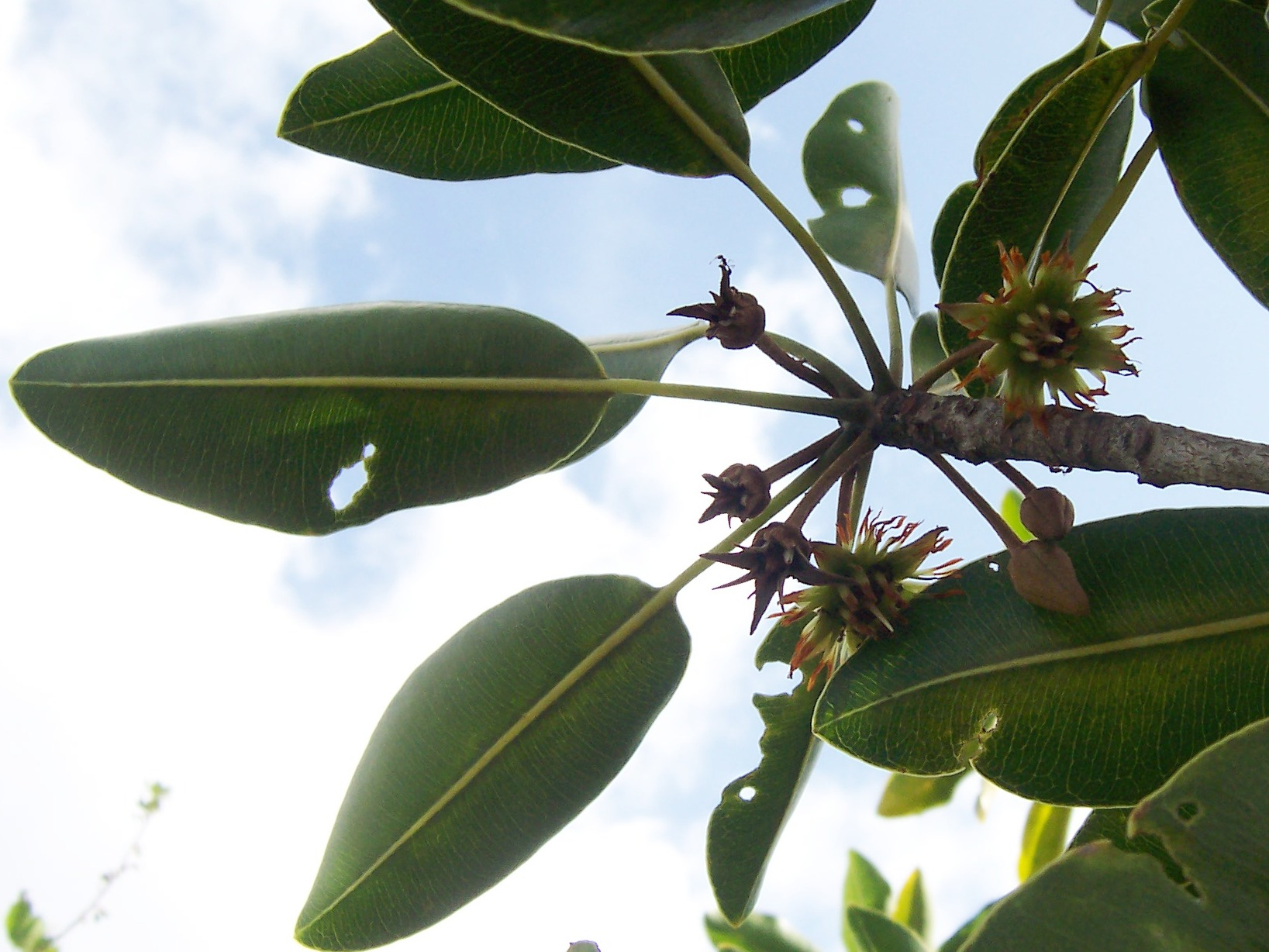
Unterfamilie Sapotoideae Tribus Mimusopeae: Zweig mit Blättern und Blüten von Mimusops maxima

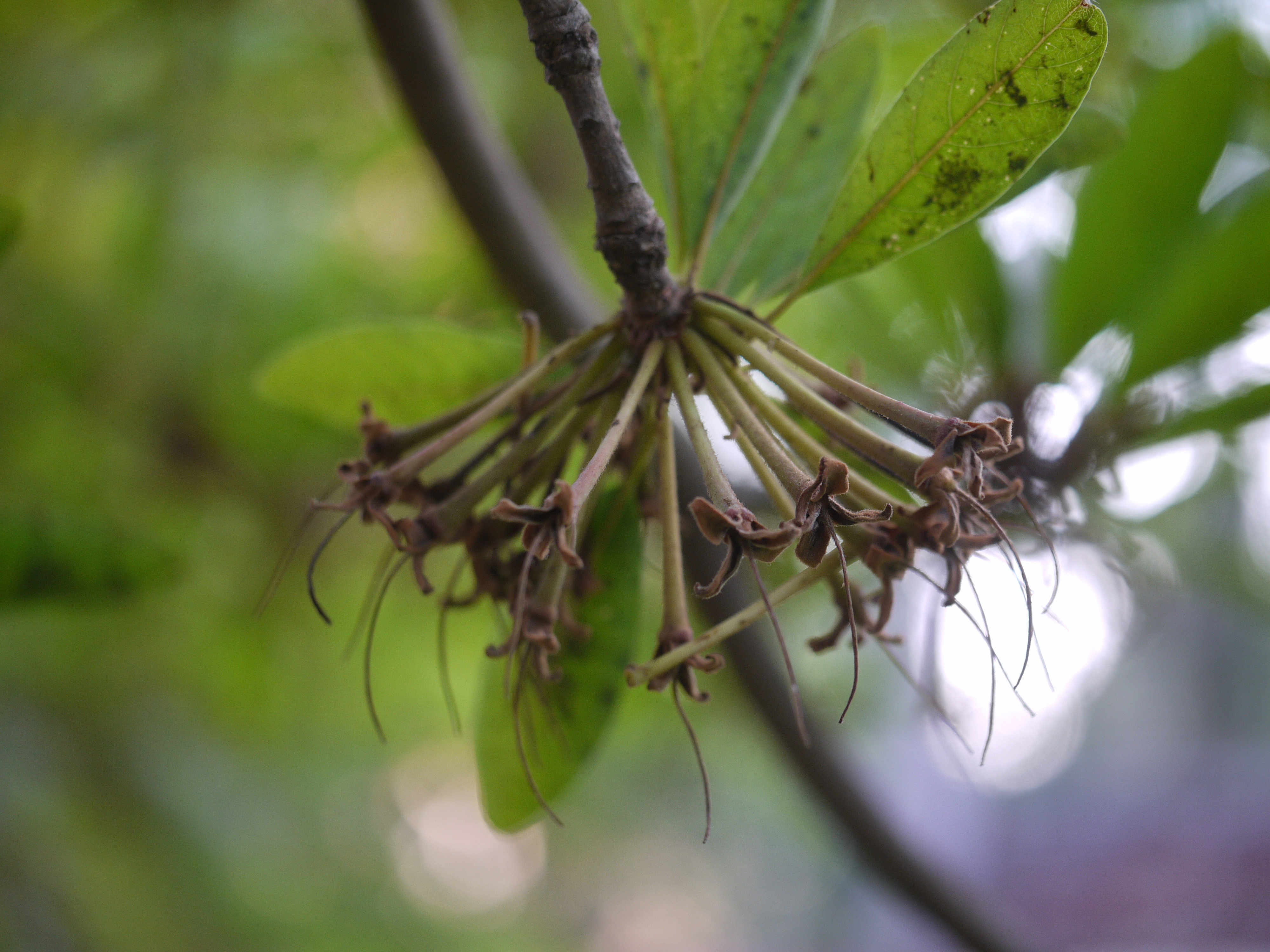
Unterfamilie Sapotoideae Tribus Isonandreae: Madhuca longifolia

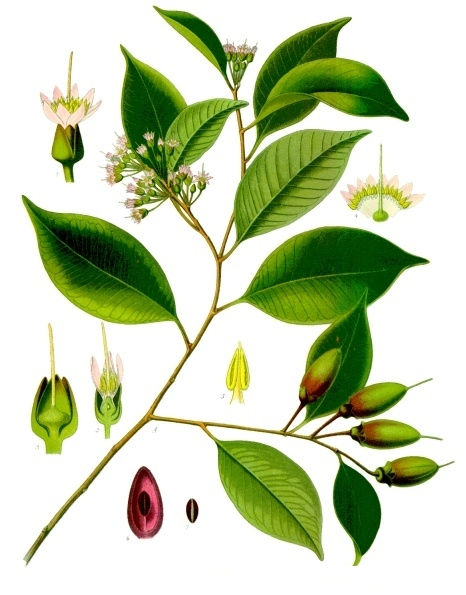
Unterfamilie Sapotoideae Tribus Isonandreae: Payena leeri; Illustration

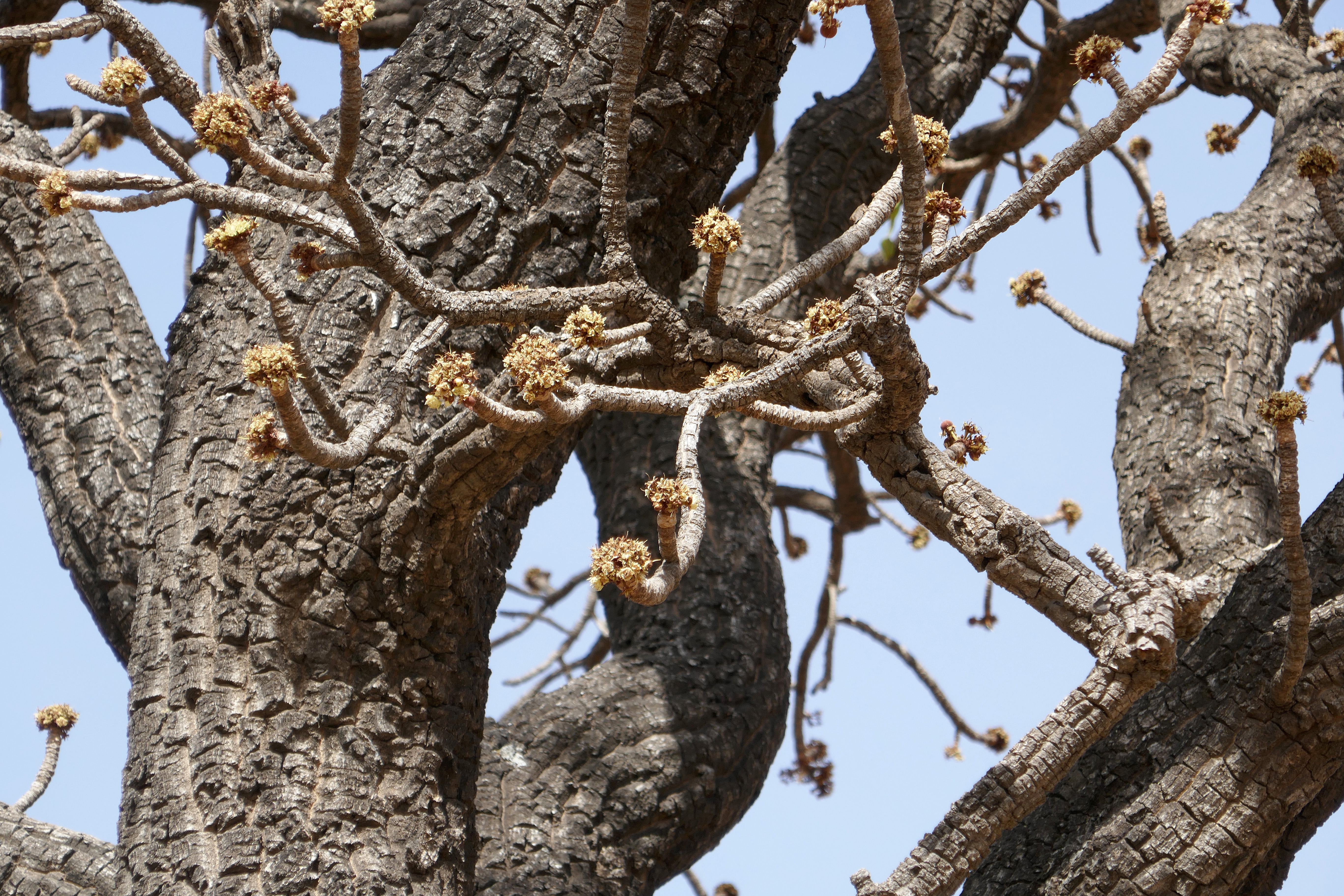
Unterfamilie Sapotoideae Tribus Mimusopeae: Karitébaum (Vitellaria paradoxa)

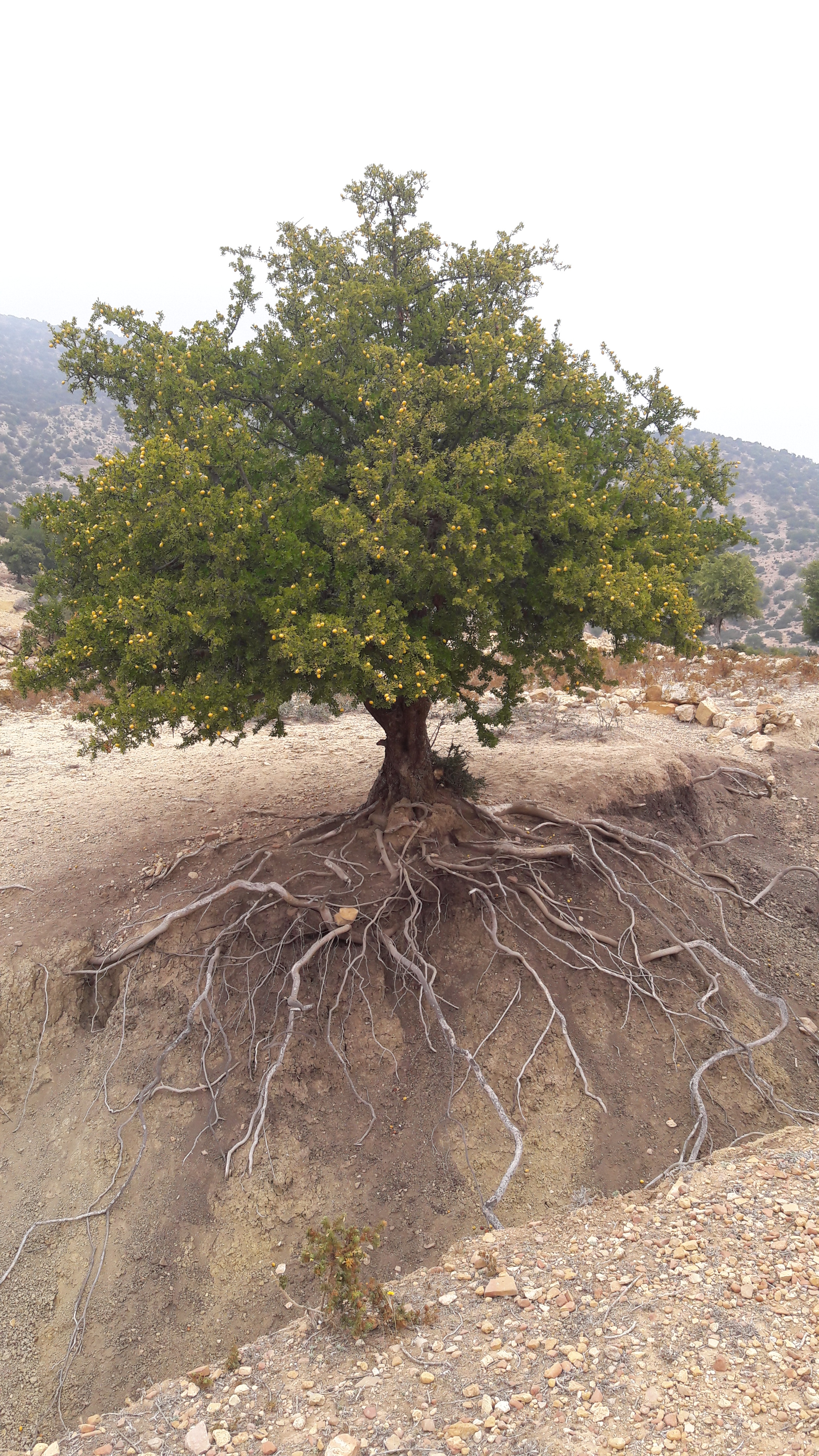
Unterfamilie Sapotoideae Tribus Sideroxyleae: Arganbaum (Argania spinosa) bei Agadir

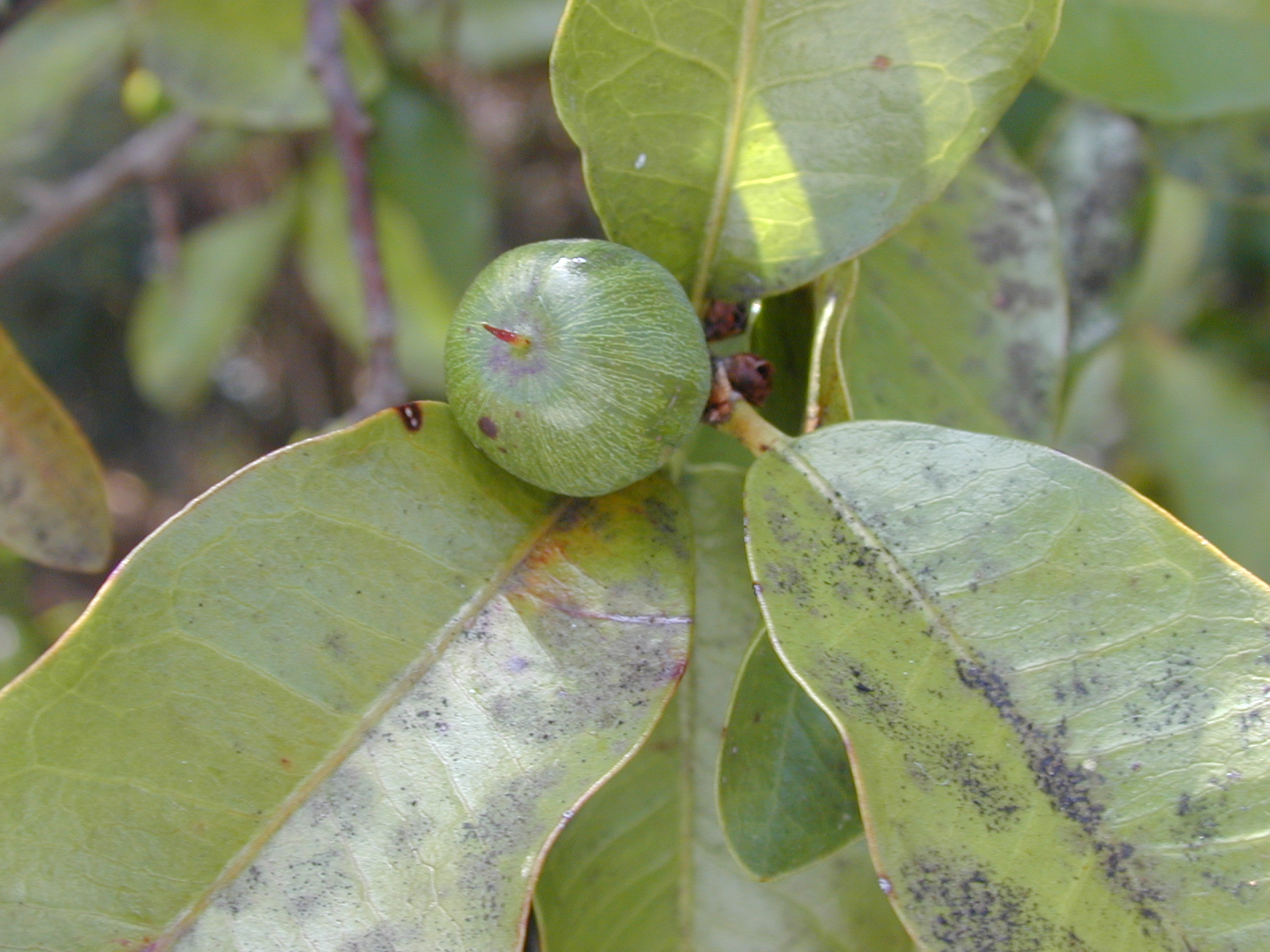
Unterfamilie Sapotoideae Tribus Sideroxyleae: Frucht und Blätter von Sideroxylon persimile

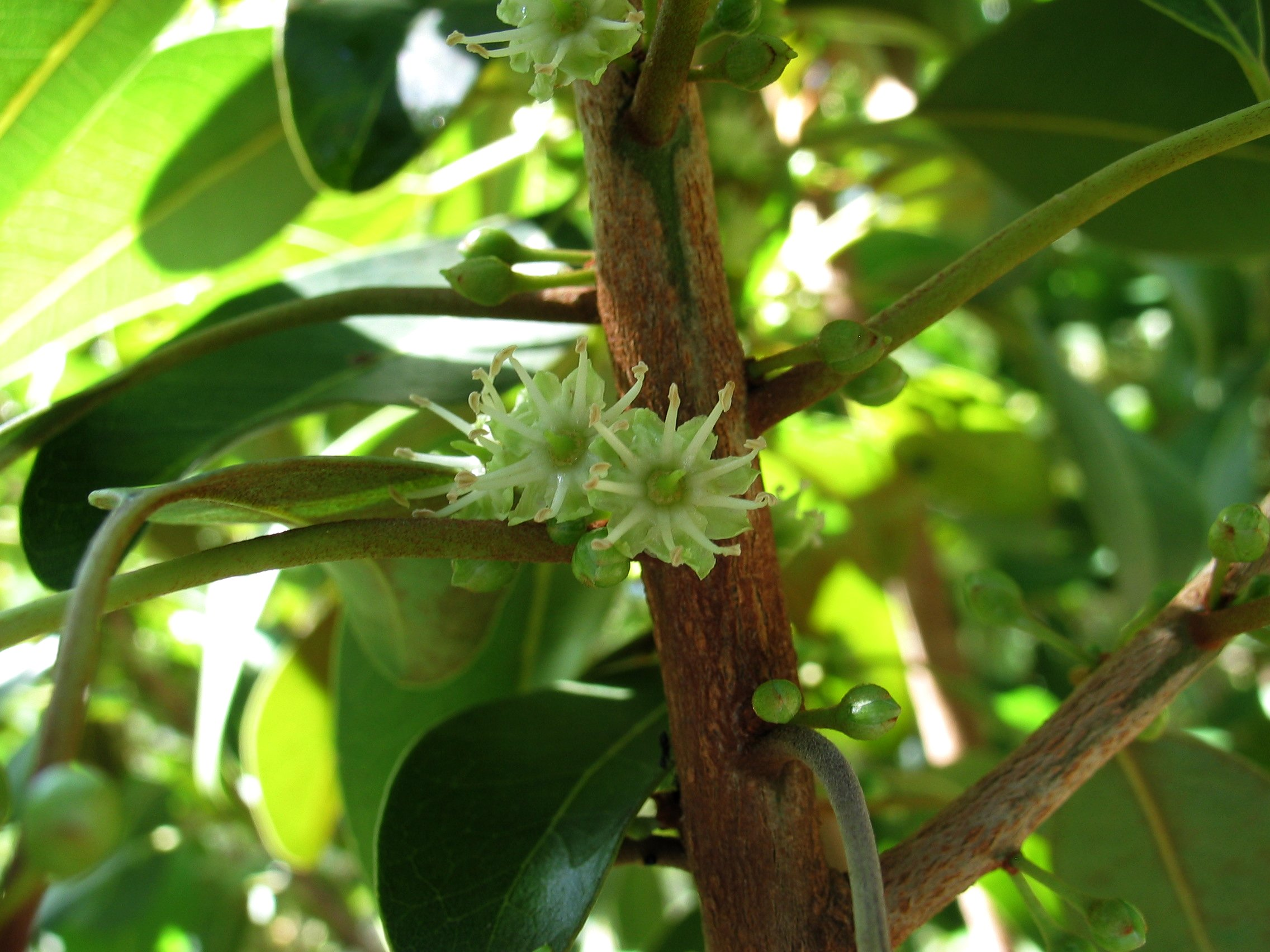
Unterfamilie Sapotoideae Tribus Sideroxyleae: Sideroxylon polynesicum

## Systematik und Verbreitung
Sie besitzen eine pantropische Verbreitung. Der Ursprung der Familie der Sapotaceae liegt etwa 100 Millionen Jahre vor heute wohl in Südostasien. Pollenfunde aus dem Paläozän in Europa und im frühen Eozän (etwa 50 Millionen Jahre vor heute) in Europa und Nordamerika zeigen, dass diese Familie früher eine sehr viel weitere Verbreitung hatte.
Die Familie Sapotaceae wurde 1789 von Antoine Laurent de Jussieu als „Sapotae“ in Genera Plantarum, 151 veröffentlicht. Typusgattung ist Sapota Mill. die heute ein Synonym von Manilkara Adans. ist. Synonyme für Sapotaceae Juss. sind: Achradaceae Vest, Boerlagellaceae H.J.Lam, Bumeliaceae Barnhart, Sarcospermataceae H.J.Lam nom. cons. Diese Familie wurde früher in die Ordnungen Sapotales Hook.f., Ebenales Engl. und wird heute in die Ordnung der Ericales eingegliedert.
Die Familie Sapotaceae Juss. wird gegliedert in drei Unterfamilien mit 53 Gattungen und etwa 1100 bis mehr als 1200 Arten:
- Unterfamilie Chrysophylloideae Luerss.:[2] Sie ist pantropisch verbreitet und wird gegliedert in zwei Tribus mit 25 bis 26 Gattungen und etwa 550 Arten:
  - Tribus Chrysophylleae: Sie enthält etwa 19 Gattungen:
    - Aubregrinia Heine: Sie enthält nur eine Art:
      - Aubregrinia taiensis (Aubrév. & Pellegr.) Heine: Sie kommt von Liberia bis Ghana vor.[3]

    - Breviea Aubrév. & Pellegr.: Sie enthält nur eine Art:
      - Breviea sericea Aubrév. & Pellegr.: Sie kommt von der Elfenbeinküste bis zum westlich-zentralen tropischen Afrika vor.[3]

    - Capurodendron Aubrév.: Die etwa 23 Arten kommen nur in Madagaskar vor.[3]
    - Chrysophyllum L.: Sie enthält etwa 80 Arten, die in den Tropen und Subtropen vorkommen[3], darunter:
      - Chrysophyllum africanum A.DC: Aus West- bis Zentralafrika.
      - Chrysophyllum cainito L.: Zentralamerika, Karibik.
      - Chrysophyllum januariense Eichler: Sie kam in Brasilien vor.[1]
      - Chrysophyllum oliviforme L.: Mittelamerika, Karibik

    - Chromolucuma Ducke: Die etwa fünf Arten kommen von Costa Rica bis zum nördlichen Südamerika und Brasilien vor.[3]
    - Delpydora Pierre: Die zwei Arten sind in Westafrika und im westlich-zentralen tropischen Afrika verbreitet.[3]
    - Ecclinusa Mart.: Die etwa zwölf Arten sind in Panama und im tropischen Südamerika verbreitet.[3]
    - Elaeoluma Baill.: Die vier Arten sind in Costa Rica, Panama und im tropischen Südamerika verbreitet.[3]
    - Englerophytum K.Krause: Die etwa 19 Arten sind im tropischen und südlichen Afrika verbreitet.[3] Darunter:
      - Englerophytum magalismontanum (Sond.) T.D.Penn.: Zentrales bis südliches Afrika.

    - Leptostylis Benth.: Die etwa acht Arten kommen nur in Neukaledonien vor.[4] Die Gattung wird auch als Synonym zu Pycnandra Benth. gestellt.[3]
    - Micropholis (Griseb.) Pierre: Die 38 Arten sind vom südlichen Mexiko bis zum tropischen Südamerika verbreitet.[3]
    - Pichonia Pierre: Die etwa 12 Arten kommen von den Molukken bis Neukaledonien vor.[3]
    - Pouteria Aubl. (Syn.: Achradelpha O.F.Cook, Albertisiella Pierre ex Aubrév., Aningeria Aubrév. & Pellegr., Barylucuma Ducke, Beauvisagea Pierre, Beccariella Pierre, Beccarimnia Pierre ex Koord., Blabea Baehni, Blabeia Baehni, Boerlagella Cogn., Bureavella Pierre, Calocarpum Pierre, Calospermum Pierre, Caramuri Aubrév. & Pellegr., Chaetocarpus Schreb., Daphniluma Baill., Discoluma Baill., Dithecoluma Baill., Eglerodendron Aubrév. & Pellegr., Englerella Pierre, Eremoluma Baill., Fontbrunea Pierre, Franchetella Pierre, Gayella Pierre, Gomphiluma Baill., Guapeba Gomes, Hormogyne A.DC., Ichthyophora Baehni, Iteiluma Baill., Krausella H.J.Lam, Krugella Pierre, Labatia Sw., Leioluma Baill., Lucuma Molina, Maesoluma Baill., Malacantha Pierre, Microluma Baill., Myrsiniluma Baill., Myrtiluma Baill., Nemaluma Baill., Neolabatia Aubrév., Neoxythece Aubrév. & Pellegr., Ochroluma Baill., Oxythece Miq., Paralabatia Pierre, Peteniodendron Lundell, Peuceluma Baill., Piresodendron Aubrév. ex Le Thomas, Planchonella Pierre, Pleioluma Baill., Podoluma Baill., Poissonella Pierre, Prozetia Neck., nom. inval., Pseudocladia Pierre, Pseudolabatia Aubrév. & Pellegr., Pseudoxythece Aubrév., Pyriluma (Baill.) Aubrév., Radlkoferella Pierre, Richardella Pierre, Sandwithiodoxa Aubrév. & Pellegr., Sersalisia R.Br., Siderocarpus Pierre, Syzygiopsis Ducke, Urbanella Pierre, Van-royena Aubrév., Woikoia Baehni, Wokoia Baehni): Sie enthält 200 bis 305 Arten.[5] Sie kommen in den Tropen und Subtropen vor.[3] Darunter:
      - Pouteria campechiana (Kunth) Baehni
      - Lucuma (Pouteria lucuma (Ruiz & Pav.) Kuntze)
      - Große Sapote (Pouteria sapota (Jacq.) H.E. Moore & Stearn)

    - Pradosia Liais: Die etwa 25 Arten kommen im tropischen Amerika und im westlich-zentralen tropischen Afrika vor.[3] Darunter:
      - Pradosia surinamensis (Eyma) T.D.Penn.: Nördliches Brasilien, Guyanas und Venezuela.

    - Pycnandra Benth.: Die etwa 59 Arten kommen nur in Neukaledonien vor.[3]
    - Sarcaulus Radlk.: Die fünf Arten kommen in Costa Rica, in Panama und im tropischen Südamerika vor.[3]
    - Synsepalum (A.DC.) Daniell: Sie enthält etwa 36 Arten, die im tropischen Afrika vorkommen[3], darunter:
      - Wunderbeere (Synsepalum dulcificum (Schumach. & Thonn.) Daniell)

    - Xantolis Raf.: Die etwa 14 Arten sind vom östlichen Himalaya bis zu den Philippinen verbreitet.[3]

  - Tribus Omphalocarpeae: Sie enthält etwa vier Gattungen
    - Magodendron Vink: Die zwei Arten kommen in Neuguinea vor.[3]
    - Omphalocarpum P.Beauv.: Sie enthält etwa 27 Arten, die im westlichen Afrika und im westlich-zentralen tropischen Afrika vorkommen.[3]
    - Tridesmostemon Engl.: Die zwei Arten sind im westlichen Afrika und im westlich-zentralen tropischen Afrika verbreitet.[3]
    - Tsebona Capuron: Sie enthält nur eine Art:
      - Tsebona macrantha Capuron: Sie kommt im östlichen Madagaskar vor.[3]

- - Nicht in einer Tribus eingeordnet:
    - Diploon Cronquist: Sie enthält nur eine Art:
      - Diploon cuspidatum (Hoehne) Cronquist: Sie ist im tropischen Südamerika weitverbreitet.[3]

    - Neohemsleya T.D.Penn.: Sie enthält nur eine Art:
      - Neohemsleya usambarensis T.D.Penn.: Dieser Endemit kommt nur in den Usambara-Bergen in Tansania vor.[3]

    - Niemeyera F.Muell.: Die drei Arten kommen im östlichen Australien vor.[3][6]

- Unterfamilie Sarcospermatoideae Swenson & Anderberg: Sie enthält nur einer Gattung im östlichen Asien und auf den Malaiischen Archipel:
  - Sarcosperma Hook.f.: Es sind elf immergrüne Baum-Arten, die von Sikkim bis ins südliche China und bis Malesien vorkommen.[3]

- Unterfamilie Sapotoideae Eaton: Wird gegliedert in drei Tribus mit 27 Gattungen und 543 Arten. Insgesamt besitzen sie eine pantropische Verbreitung: Etwa 300 Arten sind im Indopazifischen Raum, etwa 150 Arten in Afrika und in der Neuen Welt sind etwa 75 Arten beheimatet.[7]
  - Tribus Mimusopeae: Mit etwa 17 Gattungen:
    - Autranella A.Chev.: Sie enthält nur eine Art:
      - Autranella congolensis (De Wild.) A.Chev.: Sie kommt von Nigeria bis ins westlich-zentrale tropische Afrika vor.[3]

    - Baillonella Pierre: Sie enthält nur eine Art:
      - Baillonella toxisperma Pierre: Sie kommt von Nigeria bis ins westlich-zentrale tropische Afrika vor.[3]

    - Eberhardtia Lecomte: Die etwa drei Arten sind im südlichen China, in Laos und Vietnam verbreitet.[3]
    - Faucherea Lecomte: Die etwa elf Arten kommen nur in Madagaskar vor.[3]
    - Gluema Aubrév. & Pellegr.: Die etwa zwei Arten kommen von Liberia bis Gabun vor.[3]
    - Inhambanella (Engl.) Dubard: Die zwei Arten kommen in Liberia, in der Elfenbeinküste und von Kenia bis ins südliche Afrika vor.[3]
      - Inhambanella henriquesii (Engl. & Warb.) Dubard: Ost- bis Südafrika

    - Labourdonnaisia Bojer: Die sieben Arten kommen in Madagaskar, Mauritius und Réunion vor.[3]
    - Labramia A.DC.: Die etwa neun Arten kommen nur in Madagaskar vor.[3]
    - Lecomtedoxa (Pierre ex Engl.) Dubard: Die etwa sechs Arten kommen im westlich-zentralen tropischen Afrika vor.[3]
    - Letestua Lecomte: Sie enthält nur eine Art:
      - Letestua durissima (A.Chev.) Lecomte: Sie kommt im westlich-zentralen tropischen Afrika vor.[3]

    - Manilkara Adans. (Syn.: Sapota Mill.): Die etwa 80 Arten sind in den Tropen und Subtropen weitverbreitet.[3]
    - Mimusops L.: Die 44 bis 50 Arten sind in den Tropen und Subtropen der Alten Welt weitverbreitet. Darunter:
      - Mimusops elengi L.; sie wird wegen ihrer duftenden Blüten kultiviert.[4] Sie kommt ursprünglich vom südlichen Indien bis Vanuatu vor.[3]

    - Neolemonniera Heine: Die etwa drei Arten sind vom westlichen Afrika bis zum westlich-zentralen tropischen Afrika verbreitet.[3]
    - Northia Hook.f.: Sie enthält nur eine Art:
      - Northia seychellana Hook.: Sie kommt nur auf den Seychellen vor.[3]

    - Tieghemella Pierre: Die etwa zwei Arten kommen von Westafrika bis zum westlich-zentralen tropischen Afrika vor.[3]
      - Tieghemella heckelii (A.Chev.) Pierre ex Dubard: Aus Westafrika

    - Vitellaria C.F.Gaertn. (Syn.: Butyrospermum Kotschy): Sie enthält nur eine Art:
      - Karitébaum, auch Sheanussbaum oder Schibutterbaum (Vitellaria paradoxa C.F.Gaertn., Syn.: Bassia parkii G.Don, Butyrospermum paradoxum (C.F.Gaertn.) Hepper, Butyrospermum parkii (G.Don) Kotschy): Er kommt in zwei Unterarten vom westlichen tropischen Afrika bis zum Sudan, Uganda und Äthiopien vor.[3]

    - Vitellariopsis Baill. ex Dubard: Die etwa fünf Arten kommen vom tropischen Ostafrika bis ins südliche Afrika vor.[3]

  - Tribus Isonandreae: Mit etwa sieben Gattungen:
    - Aulandra H.J.Lam: Die drei Arten kommen auf Borneo vor.[3]
    - Burckella Pierre: Die etwa 13 Arten sind von den Molukken bis zu den Inseln des südwestlichen Pazifik verbreitet.[3]
      - Burckella obovata (G.Forst.) Pierre: Von den Molukken, Neuguinea, dem Bismarck-Archipel zu den Salomonen und Vanuatu bis nach Fischi.

    - Diploknema Pierre: Die sieben Arten sind im tropisch-subtropischen Asien verbreitet.[3]
    - Isonandra Wight: Die etwa zehn Arten kommen in Indien, Sri Lanka und im westlichen Malesien vor.[3]
    - Madhuca Buch.-Ham. ex J.F.Gmel.: Die etwa 115 Arten kommen in China und im tropischen Asien vor.[3]
    - Guttaperchabäume (Palaquium Blanco): Die etwa 120 Arten kommen vom tropischen und subtropischen Asien bis zu den Inseln im westlichen Pazifik vor.[3]
    - Payena A.DC.: Die etwa 20 Arten sind in Malesien und in Indochina verbreitet.[3]

  - Tribus Sideroxyleae: Die nur noch zwei bis drei Gattungen mit etwa 80 Arten besitzen ein disjunktes Areal in den Tropen. Auf dem Afrikanischen Kontinent kommen vier Arten, auf Madagaskar sechs Arten, auf den Maskarenen acht Arten, den anderen Inseln des Indischen Ozeans drei Arten, auf Makaronesien zwei Arten, in Südostasien drei Arten, in den südlichen USA neun Arten, in Zentralamerika einschließlich Mexiko 28 Arten, auf den Karibischen Inseln 24 Arten, in Südamerika drei Arten und auf Pazifischen Inseln drei Arten vor. Die fleischigen Früchte werden hauptsächlich von Primaten und Vögeln gefressen und die Samen so verbreitet. Der Samentransport durch Vögel erklärt die weite Verbreitung mancher Taxa auf Inseln.[8]
    - Argania Roem. & Schult.: Sie enthält nur eine Art:
      - Arganbaum (Argania spinosa (L.) Skeels; Syn.: Sideroxylon spinosum L.): Diese Art ist vom Aussterben bedroht und kommt nur im südlichen Marokko in Souss vor. Sie wird von manchen Autoren auch zu Sideroxylon gestellt.[3]

    - Sideroxylon L. (Syn.: Nesoluma Baill.): Die etwa 80 Arten sind vom tropischen und subtropischen Afrika bis China, auf den Inseln des Pazifik und von den USA bis Südamerika weitverbreitet[3]; unter ihnen beispielsweise:
      - Calvariabaum (Sideroxylon grandiflorum A.DC.): Er kommt nur auf Mauritius vor.[3]
      - Milchbusch (Sideroxylon inerme L.): Diese Art kommt von Somalia bis ins südliche Afrika, auf Aldabra und Juan de Nova vor.[3]
      - Sideroxylon mirmulans R.Br.: Sie gedeiht im Lorbeerwald auf Madeira.[3]

## Nutzung

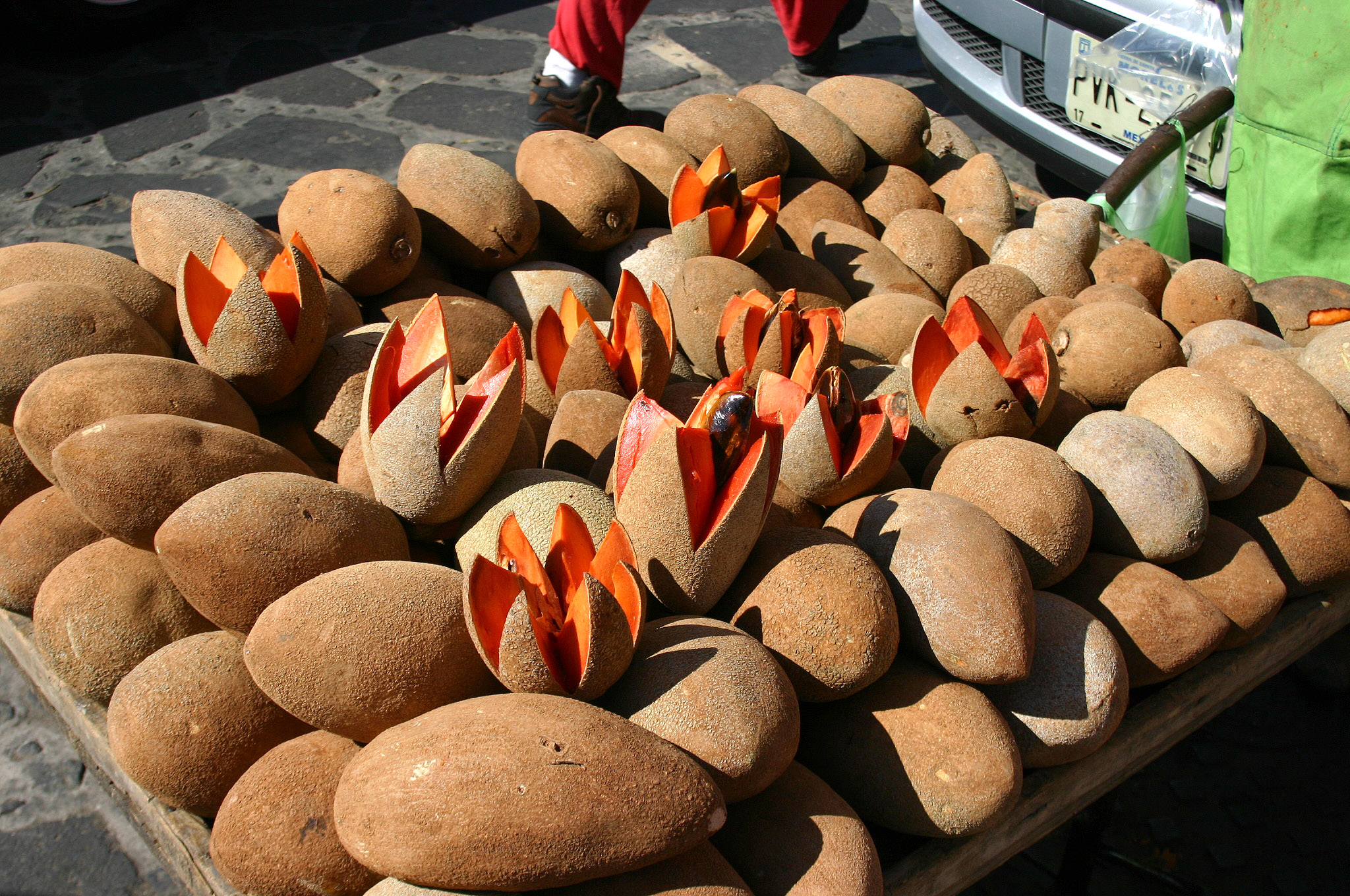
Mamey-Früchte von Pouteria sapota auf dem Markt

Der Breiapfelbaum (Manilkara zapota) liefert mit dem Chicle einen der wichtigsten Grundstoffe der Kaugummiindustrie. Die „Mamey“ genannten Früchte von Pouteria sapota und Manilkara zapota können zu Nachspeisen und Getränken verarbeitet werden. Der Sternapfelbaum (Chrysophyllum cainito) liefert essbare Früchte und wird als Zierbaum angepflanzt. Der eingetrocknete Milchsaft des Guttaperchabaumes (Palaquium gutta), das Guttapercha, fand und findet zum Teil auch heute noch eine vielfache Verwendung. Die Wunderbeere, auch Mirakelfrucht genannt, von Synsepalum dulcificum wird als Süßungsmittel verwendet. Der Karitébaum (Vitellaria paradoxa), auch Sheanussbaum, Schibutterbaum oder Afrikanischer Butterbaum genannt, wird vielseitig genutzt. Der Arganbaum (Argania spinosa) wird zur Ölgewinnung angebaut.

## Weitere Bilder
Sternapfelbaum (Chrysophyllum cainito):

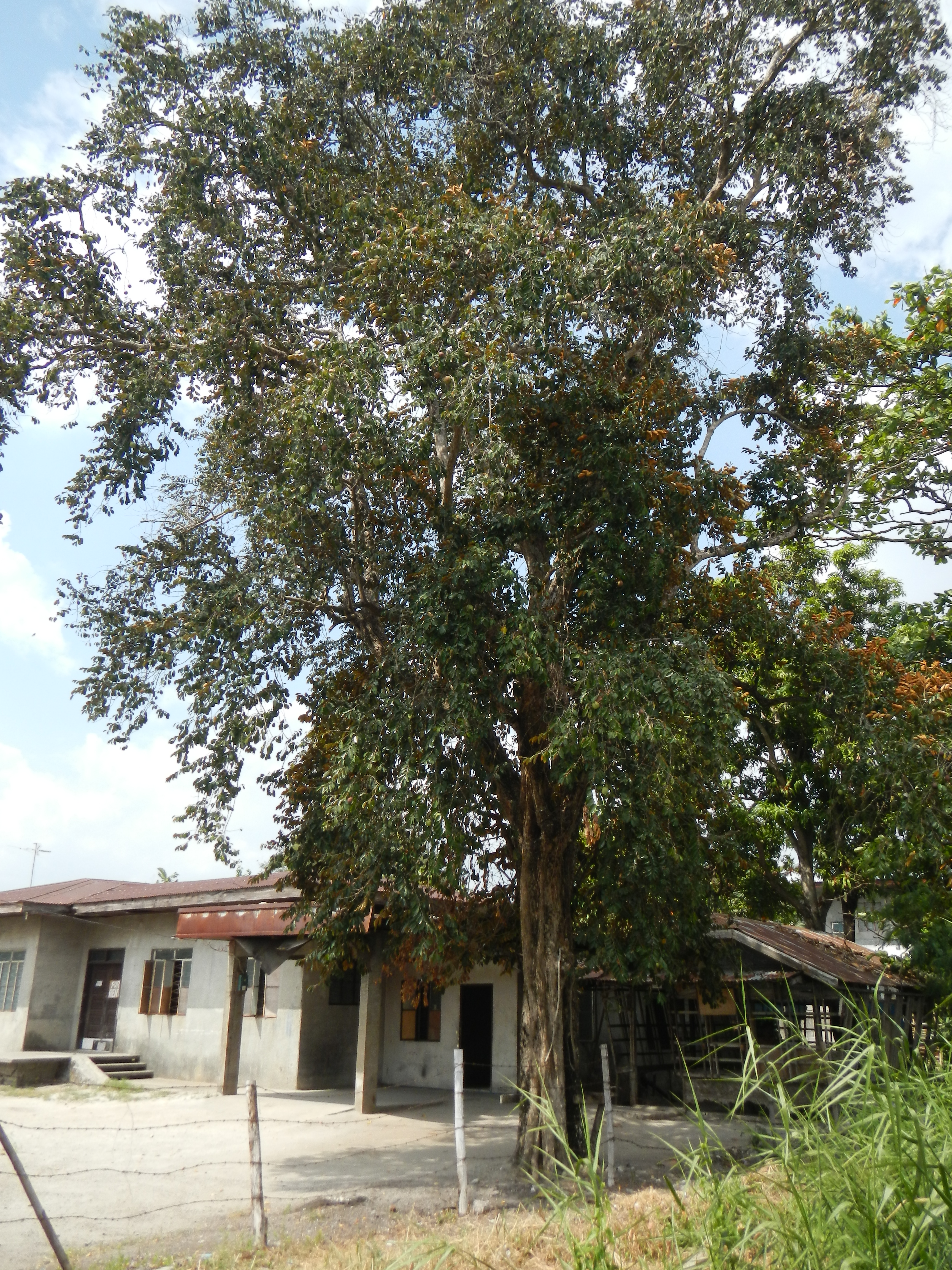
Habitus
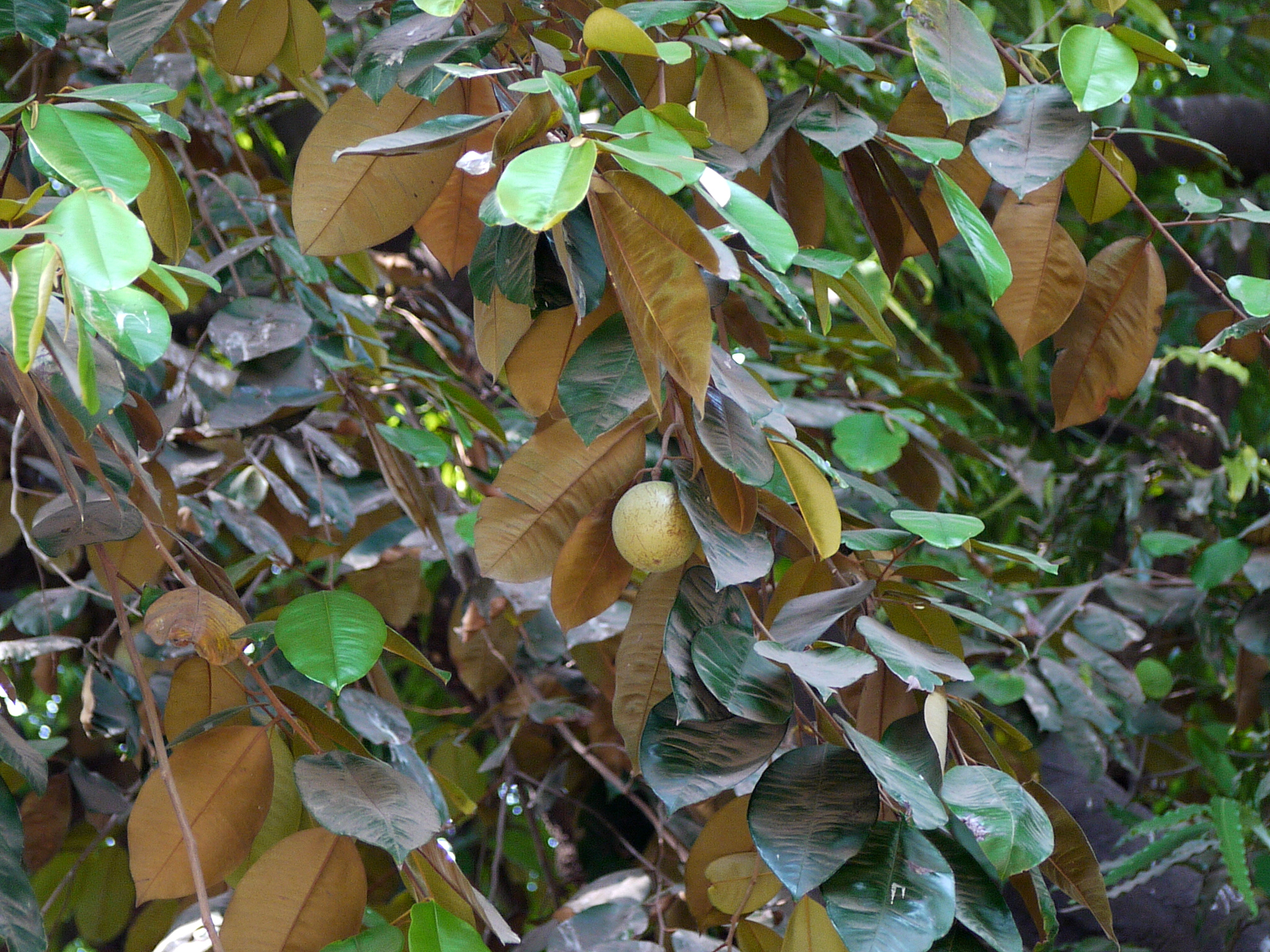
Mit Frucht
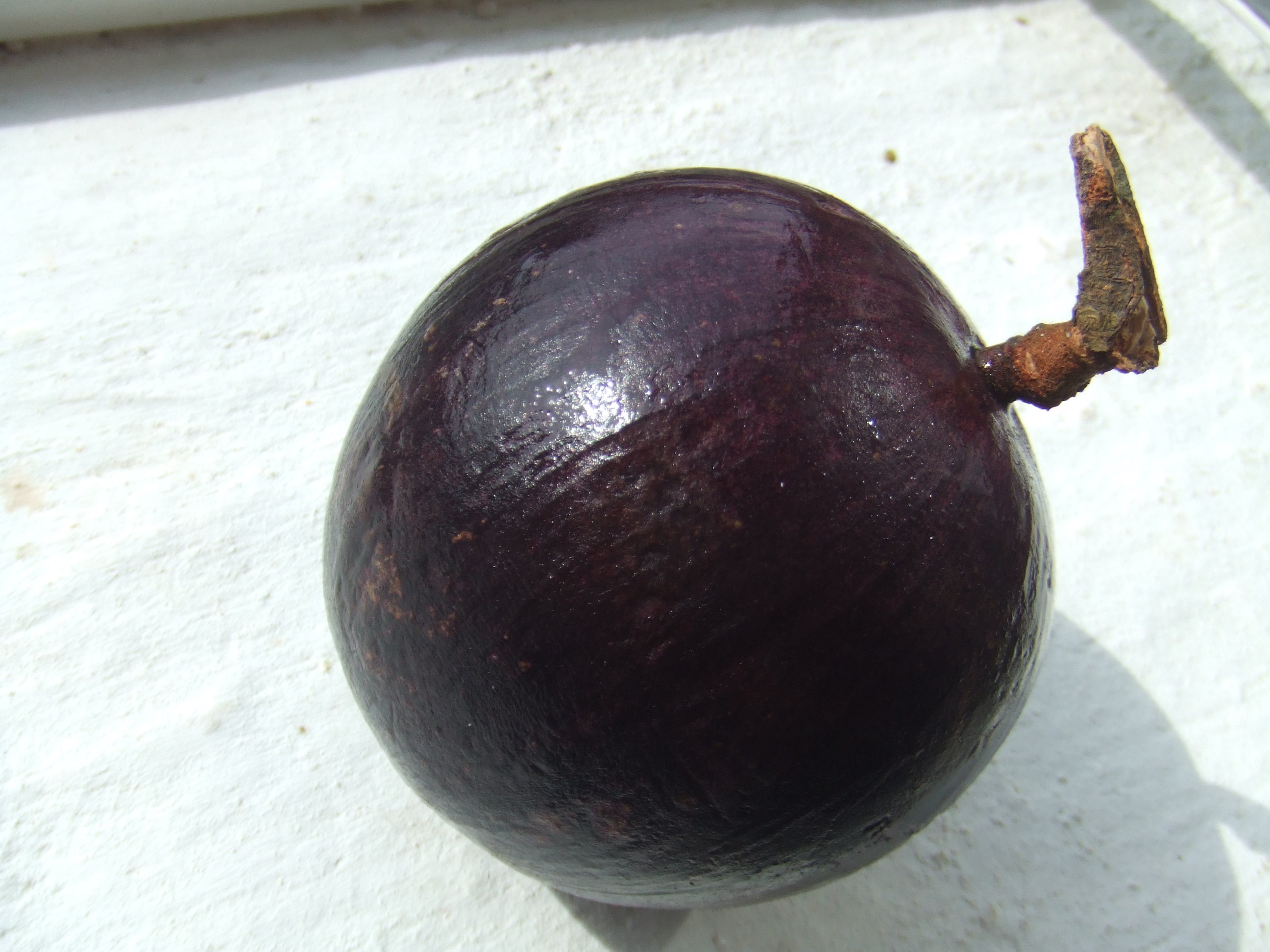
Frucht
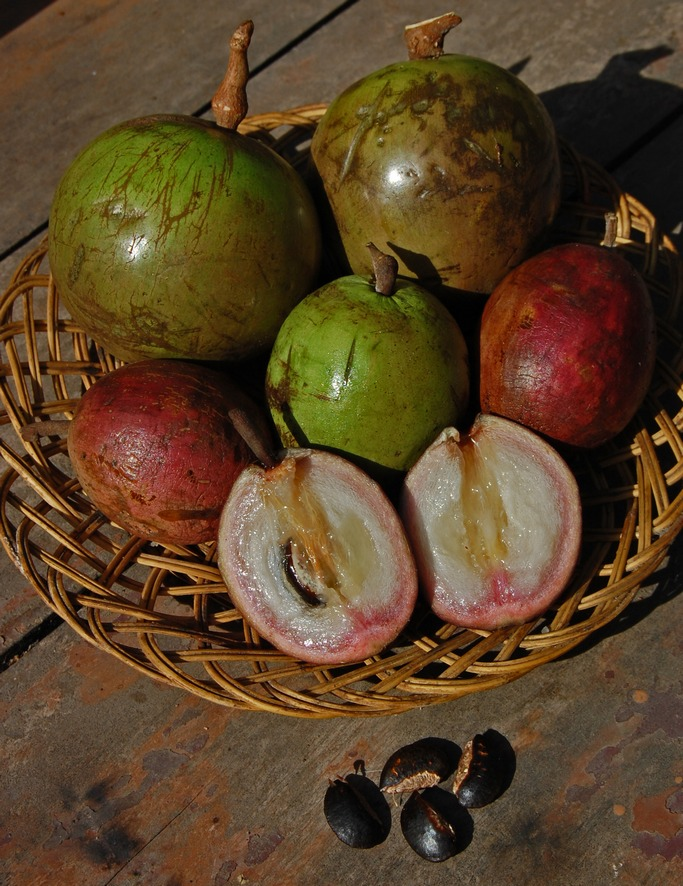
Einige Sorten aus dem östlichen Java, Indonesien
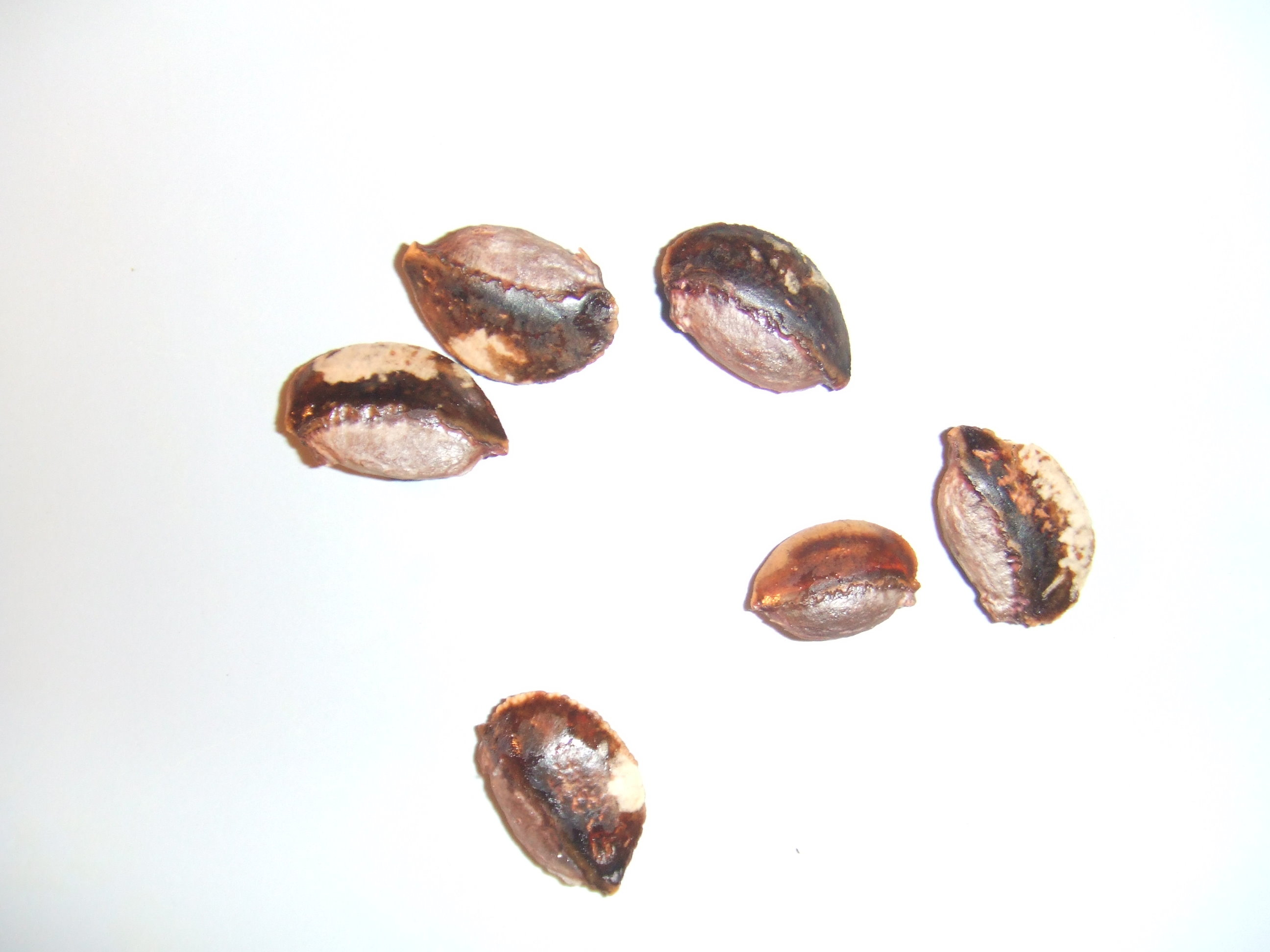
Samen